# Tiffany Woosley
Tiffany Marie Woosley (Tullahoma, 26 aprile 1973) è un'ex cestista statunitense, professionista nella WNBA.

## Carriera
Ha disputato due stagioni con le Houston Comets.

## Palmarès
- Campionato WNBA: 2

Houston Comets: 1997, 1998